# (69239) 1978 XT
1978 أكس تي (ويعرف أيضًا باسم (69239) 1978 أكس تي وفق تسمية الكوكب الصغير) (بالإنجليزية: 1978 XT)‏ هو كويكب ضمن حزام الكويكبات؛ وترتيبه 69239 من حيث الاكتشاف.
اكتُشف هذا الجُرم الفلكي بواسطة Edward L. G. Bowell ‏ في 6 ديسمبر 1978.

## وصلات خارجية
- (69239) 1978 XT في قاعدة بيانات مختبر الدفع النفاث لأجرام النظام الشمسي الصغيرة

- الاكتشاف · مخطط المدار ·  العناصر المدارية · المعلمات المادية

- (69239) 1978 XT على موقع ويكي سكاي: DSS2, SDSS, GALEX, IRAS, Hydrogen α, X-Ray, Astrophoto, Sky Map, Articles and images